# Reproduktionsareal
Reproduktionsareal leitet sich ab von „Reproduktion“ und „Areal“. Dieser biologische Begriff bezeichnet einen geoökologisch beschränkten Bereich, innerhalb dessen eine bestimmte Spezies sich vorwiegend oder ausschließlich vermehrt. Reproduktionsareale sind somit das primäre Schutzziel im Artenschutz.
Die Spezies kann dieses Reproduktionsareal auch als Habitat nutzen, häufig wandern Arten aber nach der Vermehrung wieder ab in umliegende Biotope, die unter Umständen völlig anders beschaffen sind. 
Bekanntestes Beispiel ist der Aal, der zur Vermehrung in die Sargassosee wandert, um dort abzulaichen. Diese Reproduktionsareale sind oft relativ klein und von weltweiter Bedeutung für die Tierart. Ihre Zerstörung geht in der Regel mit einem Verschwinden der Art einher.